# Titanismus
Titanismus je zejména literární postoj, v němž autor vyzvedá hrdinský, osamělý a beznadějný vzdor osamělého hrdiny proti bohům, anebo se tak sám stylizuje. Objevuje se v literatuře od romantismu až do počátku 20. století. Masaryk pokládal titanismus za jeden z charakteristických projevů moderní krize.

## Původ slova
Titáni byli v řecké mytologii nejstarší generace bohů, synů a dcer Úrana a Gaie. Nejvýznamnější z nich, Kronos, se pomstil svému otci Úranovi za to, že svrhl do podsvětí jeho sourozence, a spolu s Rheiou pak vládli nad světem. Titány nakonec přemohl a svrhl Zeus, který také převzal jejich vládu. Jednoho z Titánů, Prométhea, představil už Aischylos jako tragického hrdinu a vzbouřence a Prométheus se pak stal také oblíbeným hrdinou romantiků a revolucionářů 19. století.

## V literatuře
V knize „Moderní člověk a náboženství“ rozebírá T. G. Masaryk řadu literárních děl 19. století (Goethe, Musset a další) a snaží se na nich ukázat společný rys jakési neplodné vzpoury, který nazývá „moderním titanismem“. Titanismu v literatuře věnoval rozsáhlou studii také Václav Černý.
Titanismus se objevuje i ve vrcholném díle slavného anglického romantického básníka Percy Bysshe Shelleyho, zvaném Odpoutaný Prométheus.